# Dave Morgan
Dave Morgan (* 7. August 1944 in Shepton Mallet; † 6. November 2018) war ein britischer Autorennfahrer und Renningenieur.

## Karriere
Dave Morgan begann seine Rennkarriere 1965 auf einem Mini Cooper. 1970 wechselte er in die britische Formel-3-Meisterschaft. Auf einem March 703 fuhr Morgan einige starke Rennen, die Saison endete aber mit einem Misston. Nach einer Kollision mit James Hunt in Crystal Palace wurde er wegen gefährlichem Fahrens für eine komplette Saison gesperrt.
Erst 1972 stieg er in die Formel-2-Europameisterschaft ein und siegte mit seinem privaten Brabham beim Rennen im Mallory Park. Nach zwei Jahren in der Formel Atlantic startete Morgen 1975 beim Großen Preis von Großbritannien in Silverstone zum ersten und einzigen Mal in der Formel 1. Mit einem Werks-Surtees TS16 hatte er einen Unfall im strömenden Regen, wurde aber als 18. gewertet.
Nach seinem Rücktritt als Rennfahrer arbeitete Morgan als Renningenieur. Er betreute den Belgier Eric van de Poele in der Formel 3000 und in der Formel 1. Morgan arbeitete auch als Renninstrukteur in Mexiko und war in der CART-Serie als Ingenieur tätig.
Er starb am 6. November 2018 an einem Schlaganfall.